# Procopio di Scitopoli
Procopio di Scitopoli (Gerusalemme, III secolo – Cesarea di Palestina, 8 luglio 303) è stato il primo cristiano morto martire per la sua fede in Palestina in seguito al decreto di persecuzione di Diocleziano del 303, venerato come santo dalla Chiesa cattolica e da quella ortodossa.

## Biografia

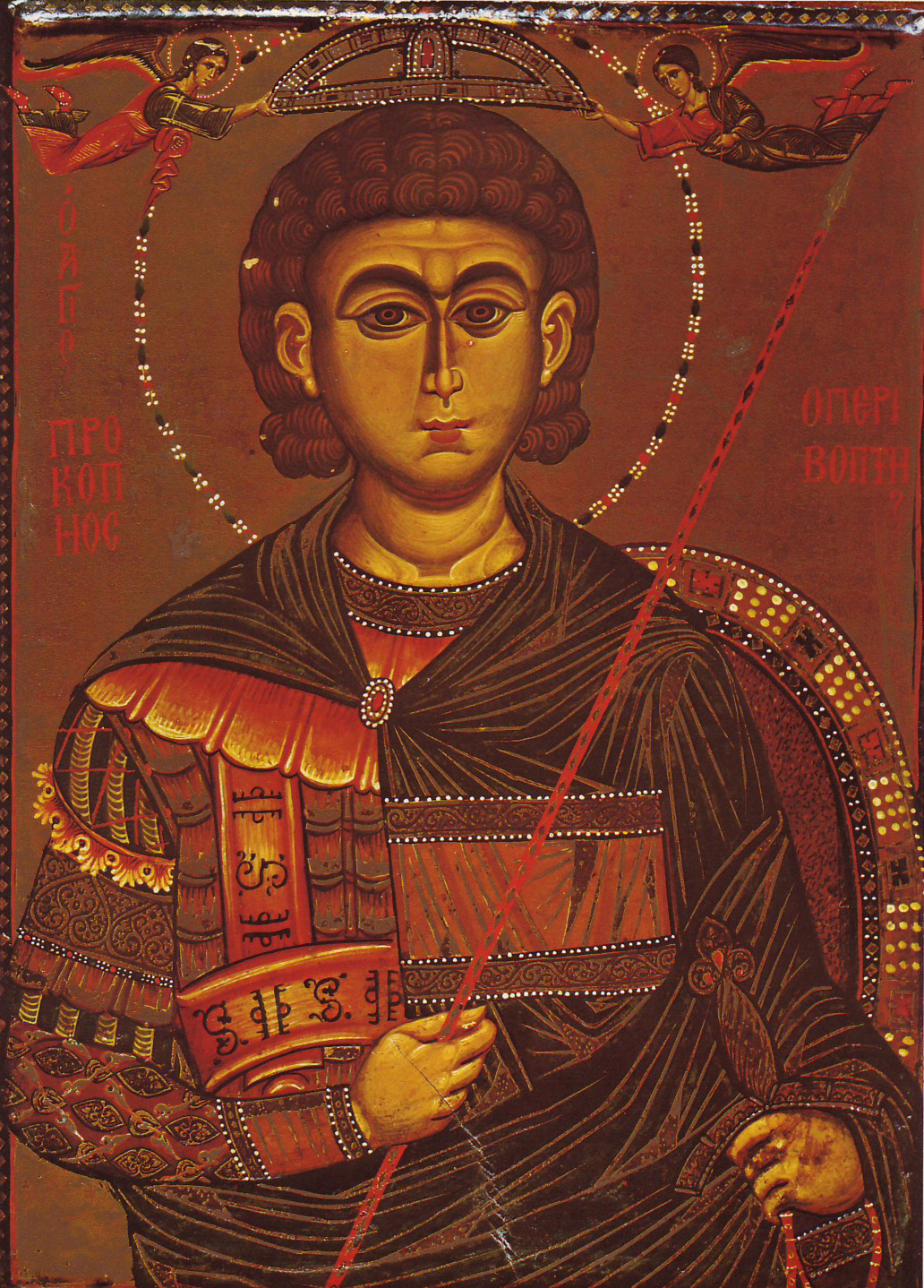
Icona con san Procopio, XIII secolo

Era nativo di Gerusalemme, ma visse a Scitopoli, dove è stato lettore in chiesa ed ebbe la funzione di esorcista e quella di interprete della lingua greca nella siro-caldeo. Era un uomo divino, dicono i suoi atti, e visse sempre nella pratica di grande austerità e pazienza, e in castità perpetua. Si cibava solo di pane e acqua e di solito si asteneva da ogni cibo per due o tre giorni. Era ben edotto nelle sacre scritture, dalla cui meditazione assidua ricavava il nutrimento per la sua anima e sembrava dare vigore e forza al suo corpo emaciato. Era ammirevole in tutte le virtù, in particolare in una mitezza celeste e l'umiltà.
L'editto di Diocleziano contro i cristiani raggiunse la Palestina nel mese di aprile del 303, e Procopio fu la prima persona che ha ricevuto la corona del martirio in quel paese nel corso di quella persecuzione. Fu arrestato a Scitopoli e portato, con molti altri, a Cesarea, secondo gli atti, davanti a Paolino, prefetto della provincia. Il prefetto ordinò a Procopio di sacrificare agli dèi, ma quello rispose che non avrebbe mai potuto farlo, con una fermezza e una risoluzione che sembrò ferire il cuore del prefetto, come se fosse stato trafitto con un pugnale. Procopio aggiunse che c'è un Dio solo, autore e conservatore del mondo. Il prefetto poi gli ordinò di sacrificare ai quattro imperatori, vale a dire Diocleziano, Massimiano, Galerio e Costanzo, ma Procopio di nuovo rifiutò di farlo; il giudice allora approvò su di lui la sentenza di esecuzione e Procopio fu immediatamente decapitato.

## Culto
Procopio è onorato dai greci con il titolo di Megalomartire (Grande Martire). I suoi atti originali, in caldeo, furono scritti da Eusebio di Cesarea, un testimone oculare. Successivamente fiorirono leggendarie Passiones che apportarono elementi di fantasia.
La popolarità del martire fu grande nella Chiesa bizantina: a Scitopoli gli fu eretta una cappella nel vescovado; a Cesarea di Palestina, luogo del suo martirio, venne eretta in suo onore una chiesa; a Costantinopoli vi erano ben quattro chiese in suo onore.
Già ascritto nel Martirologio geronimiano all’8 luglio, fu introdotto nei propri Martirologi  anche da Beda e da Usuardo e da lì poi passò alla stessa data nel Martirologio Romano.
(Martirologio Romano)
San Procopio è santo patrono delle seguenti località italiane:
- Fiesco (CR)
- San Procopio (RC)